# 埃莉诺 (布列塔尼)
名义上的第五代里奇蒙女伯爵布列塔尼的埃莉諾（1184年—1241年8月10日），是英格兰国王亨利二世的第四子若弗鲁瓦（英语作乔弗雷）和布列塔尼女公爵康斯坦丝的长女，故是英格兰国王理查一世和约翰的侄女；因美貌出众而被称作布列塔尼的美少女、布列塔尼的少女、布列塔尼的珍珠或布列塔尼的美人。
1203年她被囚禁的弟弟阿蒂尔被推定为去世后，她成为英格兰、安茹、阿基坦在内的广大领地的女继承人，對无地王约翰及约翰于1216年死后她的堂弟亨利三世的王位构成威胁；因此，在1202年已被投入监狱的她一直没有获释。因沦为囚徒，她也无法作为母亲的继承人要求继承布列塔尼公国。
和马蒂尔达皇后和之后的约克的伊丽莎白一样，埃莉诺对英格兰王位的权利几乎得不到英格兰诸侯的支持，即使有关于女性君主的合法条款，君主却都被期望是男性。一些史学家认为她被囚是“约翰王最无理的举动”。

## 童年
埃莉诺2岁丧父，由伯父理查一世和祖母阿基坦的埃莉诺抚养长大。其父去世时她是布列塔尼的第一顺位继承人，故法国国王腓力二世寻求她的监护权，但被亨利二世捷足先登。次年她的母亲康斯坦斯生下遗腹子阿蒂尔，使得埃莉诺不再是第一继承人，阿蒂尔后来继承了布列塔尼公爵的爵位。
埃莉诺很像父亲，有着深金色的头发、闪亮的深蓝眼睛和金雀花家族的鹰钩鼻，也继承了双亲的高傲和坚决。但是，因处在理查和安茹帝国的监护下，她甚至不被母亲视为布列塔尼的继承人，这也削弱了她后来对布列塔尼公国的权利。埃莉诺由理查监护可能是理查允许康斯坦丝继续统治布列塔尼的条件之一。
由于其弟阿蒂尔是英格兰和布列塔尼的继承人，埃莉诺当时是全欧洲最适娶的公主之一。
1190年，理查在试图将新寡的妹妹西西里的琼安许配给萨拉丁的弟弟阿迪勒一世不果后，提出把埃莉诺许给，但仍因阿迪勒不愿改宗而落空。1193年，埃莉诺曾经被许配给奥地利公爵利奥波德五世的儿子腓特烈，作为被皇帝擒住的理查获释的条件。但她还没在贝蒂纳的鲍德温护送下到夫家，公爵就去世了，故未能成婚，她也在教皇塞莱斯廷三世命令下和祖母一起从奥地利返回英格兰。
1195年夏天，因理查寻求和腓力二世结盟，她几乎嫁给腓力的长子路易，但这桩婚事也流产了。据说皇帝反对这桩婚事。这次联姻的流产可能是理查让唯一在世的兄弟约翰取代阿蒂尔的王储地位的前兆，很快导致理查和腓力及布列塔尼的关系猝然恶化。埃莉诺和勃艮第公爵奥多的婚事也可能曾被提出，因为腓力曾在1198年命令奥多不得未经他允许而娶理查的亲属。
埃莉诺在1195—1198年间的下落不详，莱昂·吉洛罗认为她在布列塔尼，但1198年米迦勒节前，她在诺曼底的阿尔克拉巴塔耶。

## 被囚

### 被约翰囚禁
1199年理查一世死后，12岁的阿蒂尔和继承了王位的约翰的支持者陷入王位争夺战。1199-1200年间的《管卷2》还记载约翰向埃莉诺提供了“必需品”。阿蒂尔曾抱怨姐姐被约翰控制。或曾因康斯坦丝的要求，埃莉诺一度脱离父族监护，来到法国与母、弟团聚。当阿蒂尔于1202年8月1日的米尔博战役中兵败被俘时，埃莉诺可能一并被俘，也可能已被约翰控制。此战后，没人提及她被俘。次年，阿蒂尔在被囚期间神秘失踪。当时约翰还没有婚生子嗣，埃莉诺是他潜在的女继承人，至少相比于后来要求王位的法国王太子路易等，约翰更希望她继位，因此她此后终身被囚很可能并非约翰初衷。
12月6日，约翰逃离诺曼底时将埃莉诺作为俘虏带回英格兰。埃莉诺最初可能被带到英格兰北部，此后被带到布里斯托尔，由4名骑士严密看守。1204年春，腓力二世要求释放埃莉诺，称要将她嫁给自己的小儿子。
起初，约翰组织本地贵族看望埃莉诺，以证实她的安全。1206年，约翰短暂将她囚禁在布拉夫城堡，交给监管城堡的罗贝尔·德维厄斯蓬看管，再转移到伯格城堡、索尔斯伯里、鲍斯城堡，最终将她和25名忠于她的法国骑士一同关押在多塞特海岸上珀贝克岛上的科夫城堡，由斯蒂芬·德特纳姆看守。在一次逃跑尝试中，22名骑士被俘，约翰将他们锁入地牢饿死。
埃莉诺住在科夫城堡的格洛列特塔，在长厅用餐，可以外出在城堡内来回走动。约翰准她拥有3名侍女，并为她提供布料以作衣物和寝具之用以及每季度5马克的零花钱。他还曾经赏给她一副配有镀金的缰绳和鲜红装饰的马鞍，这样的礼物暗示她并未遭到严格禁闭。约翰也曾送她无花果和杏仁。埃莉诺被囚期间的一份购物单对研究当时的贵族饮食有重要意义。
阿蒂尔死后，埃莉诺作为他的大姐，本应被认可为布列塔尼女公爵。但腓力及布列塔尼的诸侯怕约翰以埃莉诺的名义统治布列塔尼或将她嫁给亲英封臣，于是立阿蒂尔的同母异父妹阿丽斯为新的公爵。埃莉诺作为弟弟的继承人，成为第五代里奇蒙女伯爵，但只是虚衔，因阿丽斯也称里奇蒙女伯爵且甚至制作了地产章程。
布列塔尼诸侯不知她的所在，随时准备一旦她获释就立她为女公爵。事实上约翰也允许她使用“布列塔尼女公爵”和“里奇蒙女伯爵”的头衔，甚至和布列塔尼贵族商议释放她。1208年，他让埃莉诺给布列塔尼的贵族和教士南特、瓦讷、考努埃尔的主教若弗鲁瓦·埃斯皮纳、蓬沙托的欧多、马勒斯特鲁瓦的佩恩写信，描述自己在囚禁中的生活，表达她对获释的希望，请求他们到英格兰以对释放她的问题展开谈判：
我非常热切地请求你们，上面提到的人，前往英格兰，去见我的领主叔叔，英格兰国王，因为我确信，如果上帝愿意，你们的到来将给我们自己带来巨大的荣誉和利益，并在上帝的恩典下，释放我们。
这是埃莉诺唯一留存于世的手书。此谈判未果。埃莉诺的很多追随者都被放逐。埃莉诺被迫将自己在布列塔尼和里奇蒙的权利都委托给在和布列塔尼贵族的交涉中称埃莉诺为“最亲爱的侄女”的约翰。约翰并未给她任何里奇蒙伯国的领地，却都封给了她的前继父切斯特伯爵。
1209年，苏格兰国王威廉一世把两个女儿玛格丽特和伊索贝尔送来做人质以缔结两国和平，她们也和埃莉诺一同被关在科夫城堡。1213年6月，约翰为被囚的公主们送去绿色长袍、羊皮装点的斗篷和夏季的拖鞋。她们三人有时被允许在最严密的看守下骑马出行。埃莉诺还得到深绿色长袍、斗篷、以白鼬毛皮为饰的帽子。约翰曾批准一位医生在埃莉诺生病时给她开药。
1213年，约翰用埃莉诺要挟阿丽斯的丈夫和共治者布列塔尼公爵皮埃尔一世与英格兰结盟，并用以埃莉诺的里奇蒙伯爵领相赠诱惑他，但皮埃尔忠于法国国王，甚至在自己的哥哥罗贝尔在南特被俘后也不为所动。这一年约翰宣布英格兰为教皇采地，教皇因诺森三世因而自称埃莉诺的监护人。1214年2月，约翰带着埃莉诺、王后和理查王子讨伐阿基坦和普瓦图，对抗阿丽斯，希望得到布列塔尼支持，立埃莉诺为傀儡女公爵；但在德拉罗歇-奥-穆瓦纳战役战败后，他的雄心遭到破灭。7月，约翰撤军，埃莉诺仍在他手中。这一年，约翰再次和布列塔尼贵族商谈埃莉诺的权利和自由，但此次远征后，约翰自认无法从她对布列塔尼公国的权利中获益，故也认可阿丽斯为布列塔尼女公爵，即使在名义上也不再支持埃莉诺，后来的亨利三世登基后也是如此。
1214年，约翰给埃莉诺更奢侈的猩红色长袍。
而腓力二世已经得到安茹王朝的大片土地，他和布列塔尼诸侯都不再积极主张释放埃莉诺，因为对他们来说，她被囚禁在英格兰比被拥立为法国的女公爵更利于局势的稳定。
1215年，约翰和盎格鲁-诺曼诸侯之间关系紧张乃至爆发了第一次诸侯战争，法国路易王子入侵英格兰以支持自己获取英格兰王位，因为他的王妃布兰卡是亨利二世的外孙女，而教宗则称埃莉诺的王位继承权优于约翰。同年签定的《大宪章》要求释放约翰的苏格兰、威尔士公主等人质，但埃莉诺被排除在外。
1215年7月15日约翰指示埃莉诺的看守彼得·德莫利为埃莉诺订做服装和床单时说，尽管衬衣和床单应由优质亚麻布制成，但不是用他自己最好的布料做的；然而，如果这是唯一足够适合的布料，彼得就被允许用约翰的钱尽可能地购买它。这意味着约翰希望埃莉诺始终保持着明显次于他的优先地位。
埃莉诺多年来的关押地点存在不同版本。一些资料称她39年来都被关在科夫城堡，或布里斯托尔城堡。然而，亨利三世年间的记录证实，她曾在被约翰囚禁在格洛斯特城堡期间欠下117磅的债务。

### 被亨利三世囚禁
1216年，当内战接近尾声时，约翰驾崩；尽管按长子继承制，埃莉诺的继承权更优，但英格兰贵族们选择让约翰年幼的儿子亨利三世继位。
因埃莉诺对英格兰和阿基坦的权利于其子仍是威胁，约翰临终前称不得释放她。故尽管对亨利的早期统治不满的英格兰人并未打出她的旗号，这位美丽而叛逆的公主仍像之前一样被温和地软禁。无论布列塔尼人愿意支付多少赎金，都无济于事（如果他们曾尝试的话）。随后英法签订的和约要求确保埃莉诺还活着。
1218年，因亨利的摄政第一代彭布罗克伯爵威廉·马歇尔认可皮埃尔为里奇蒙伯爵，埃莉诺不再被称为里奇蒙女伯爵。这时，埃莉诺已没有爵位，亨利三世便称她为“国王的女眷(king's kinswoman)”或“我们的堂姐(our cousin)”。
1221年，据传有救出埃莉诺交给法国国王的图谋。9月，埃莉诺在南安普顿陪伴苏格兰的伊索贝尔，二人都得到包括松鼠皮和鹿皮衬里的长袍、斗篷、帽子、头巾。
1225年，彼得·德莫利被控与法国国王合谋弄一艘船将埃莉诺偷渡走，他随即失宠。这桩阴谋可能不实，只是为了让彼得和在1234年春失去王宠的彼得·德罗歇倒台。不论这桩图谋是否存在，埃莉诺不久即被搬离近海处，临走时已经染病，还得到了医生的治疗。从1222年6月13日起，埃莉诺被在格洛斯特（1222年7月31日-1223年7月20日）、马尔博罗（1223年8月20日-10月9日，1224年1月）和布里斯托尔（1224年米迦勒节之前）之间转移，直到1224年6月才在布里斯托尔安顿下来，并曾被亨利三世探望。格洛斯特城堡为了安顿她，还临时将所有的囚犯迁往他处。格洛斯特城堡塔楼的一处房间被认为她曾居住过。埃莉诺被迁到马尔博罗城堡时，议会指示应在马尔博罗城堡现有的警卫中增加额外的骑兵和弩手。1227年，巴思主教韦尔斯的乔斯林曾签署命令，增加布里斯托尔城堡的工作人员协助看守埃莉诺。这几处城堡都是英格兰最坚固的城堡。
尽管亨利三世立下能防止埃莉诺合法继承王位的法律且认为埃莉诺不能合法继承王位，从1223年起，他及其政府仍为持续囚禁埃莉诺采取了严格的措施。看守她的人由王室指派、监督，且频繁更换。其他看守她的人包括：恩热拉尔·德西戈涅、沃尔特·德圣奥登、理查·德兰达、吉尔伯特·德格莱恩维尔、拉尔夫·穆萨德、罗伯特·洛韦尔和马蒂厄·德瓦洛普。1225—1226年间，布里斯托尔的饮食账目出现了锁、钥匙和其他安全设备的使用，如1225年的条目记录了6月27日修理门锁的费用、8月25日用1便士购买了一把门钥匙、12月25日支出了4便士购买塔楼的钥匙；1227年，Close Rolls账目提到了保管埃莉诺房间的钥匙。职员罗伯特受命保管埃莉诺的房间钥匙直到牧师或接替者到来。这段时间，埃莉诺可能甚至没有在城堡里行动的自由，而是被关在塔楼上或房间里。
尽管如此，埃莉诺仍然享受着与约翰统治时期类似的公主待遇。相关记录表明她在每一处囚禁她的城堡都有自己的寓所，曾收到来自王室的如猎物、水果、坚果、酒等慷慨赠礼，有得体而不炫目的衣服。从1225年起，她还享受救济津贴。1225年6月和1233年4月期间，大法官法庭记录每年向埃莉诺支付20马克的救济金，通常分为每季度支付5马克；1229年，每年的金额提高到25马克，大约与她王子之女的地位相当。从1220年代起，埃莉诺开始将津贴施舍出去。吉洛罗认为，这可能说明在过了生育年龄后，她的思想变得严肃。亨利还为她支付身体和医疗费用，1225–1226年间的布里斯托尔城堡账单记录了埃莉诺两次洗澡的费用。她在布里斯托尔接受的一些护理本质上是预防性的，而不是得病后的补救措施。她在三个不同的时间接受了放血治疗，其中两次是与她的女管家一起；饮食记录还有一次是“为女主人的眼睛”而购买的葡萄酒；可见她得到了相当细心的护理而没有被忽视。1230年代的一份着装记录在列举接受长袍的人时，将埃莉诺列在国王和王后之后、其他人之前。
布里斯托尔城堡的总督每年都会将埃莉诺领出来示众，以免产生她受到伤害的流言，这可能证明当地人同情她。1224年，当地的市长、法警、四名可靠的市民和特定的贵妇每周探望她一到两次，证实其安全，听取各项费用并复述。亨利三世本人曾一次给她送去50码亚麻布、三块头巾、杏仁和葡萄干各50磅、一篮无花果，也曾另给她一副马鞍，这证明她仍可去骑马；还曾责成布里斯托尔的市长和法警扩建她的居所。1230年，她被增加两名侍女。1230年代，她和修士有一些来往，也获准得到钱在当地的小教堂买书。
1234年春，出现了针对彼得·德罗歇的抗议，指埃莉诺、王室公主们和很多贵族女被外国人控制或因与外国人结婚而遭蔑视。但这样的抗议针对的却不是剥夺了埃莉诺的权利和自由，而是她被外国人控制。
同年，因看守埃莉诺的彼得·德里沃也失宠，布里斯托尔城堡及看守埃莉诺的任务被移交给威廉·塔尔博特。
1235年，皮埃尔放弃里奇蒙。可能因为皮埃尔叛变，埃莉诺的地位有了微小的提升，10月，亨利三世将里奇蒙伯爵领在斯沃弗姆的庄园授予她，下令把庄园的收入和收获都给她，并写信给她谈及让她安排代表获取庄园收入，这使得她的收入与国王之女相当；给她的猎物和长袍比以往更频繁，并让修女玛格丽特·比塞特和赫雷福德伯爵夫人（伯爵的妻子或母亲）拜访她。同年，教宗額我略九世称阿丽丝和皮埃尔的后代无疑是布列塔尼的继承人。1237年的一份调查将埃莉诺列为斯沃弗姆的主人。
1236年，埃莉诺和威廉·塔尔博特的妻子发生争执，亨利三世因此命令将塔尔博特夫人调离她身边。2月28日，亨利三世又写信给塔尔博特，说埃莉诺很想与塔尔博特夫人和解，命令塔尔博特让其妻“与女眷（指埃莉诺）交谈并陪伴她，只要女眷愿意”。
即使堂姐弟之间的关系有了这些变化，但亨利三世始终没有支持埃莉诺对布列塔尼的主张，也没有给她里奇蒙伯爵领的大部分土地；她仍然被囚禁，没有迹象表明她曾去过她的庄园。1236年，里奇蒙被授予亨利三世的王后的舅舅萨伏伊的威廉。
1237年11月，身体康健的埃莉诺在伍德斯托克与亨利三世相见。同年她再次被转移到格洛斯特城堡，仍处在威廉·塔尔博特看守下。治安官约翰·菲茨杰弗里承担她的开销。彼得·德里沃与亨利三世和解后，格洛斯特城堡和埃莉诺脱离威廉·塔尔博特的控制。1238年的复活节或11月，埃莉诺又被迁回布里斯托尔城堡。
1241年，亨利三世又收回斯沃弗姆，埃莉诺仅从国王的赠礼中得到一笔该庄园的现金收入。
在长达39年的囚禁期间，埃莉诺从未有罪名或遭审判定罪量刑，但她被视为“政治犯”，被禁止结婚，还遭到贴身监视，甚至在过了生育年龄后也是如此。
学者格温·西博恩认为，亨利三世亲政时，埃莉诺已经过了生育年龄，至少从表面上看极不可能给他的政权带来任何风险，他却仍然决心囚禁这位无辜的堂姐，这使得他虔诚、善良、单纯的人设不再那样可信；他的怀疑和算计甚至不下于约翰，也比约翰更应该受到谴责。

## 身后之事
1241年，已成为修女的埃莉诺以57岁的年龄去世。她先被葬在当地的圣詹姆斯教堂，后亨利三世称按她的遗嘱将她迁到埃姆斯伯里教堂下葬。她还将遗体捐赠给了那里。鉴于埃姆斯伯里和金雀花家族的联系，埃莉诺对葬所的最终选择可能是为了表达对所属王朝的屈服和忠诚的信号，但更可能也是她对自己和弟弟命运最后的抗议，因为该教堂是为了圣母玛利亚和被邪恶、篡位的叔父所害的布列塔尼少年王子圣梅洛所建。然而，这两处葬所都没有为她的遗骸留下纪念物。
《拉纳科斯特(Lanercost)编年史》称，埃莉诺临死前，亨利三世出于负疚也为了让后代的权力合法化，曾经把一顶金王冠送给埃莉诺。三天后，埃莉诺将王冠赠予小王子爱德华即后来的爱德华一世。另一说她只戴了一天王冠就将其交还。
当年的《伦敦编年史》在登载埃莉诺的死讯时如是说：“埃莉诺，布列塔尼已故伯爵之女，长期被拘押在最森严的监狱”，并且指出她的英格兰王位合法继承人地位，尽管在埃莉诺死后数年，亨利三世仍不愿承认在她生前自己并非英格兰王位的世袭继承人。《蒂克斯伯里年表》在登载她的死讯时称她为“布列塔尼的埃莉诺，亨利国王的血亲”。《拉纳科斯特编年史》将埃莉诺记载为一位最美丽、果敢而委婉的妇女，关于埃莉诺的为人的有限记载证实了这些评价，她至死都不曾向命运屈服，即使长达数十年的囚禁也不能迫使她放弃自己几无保障的权利。马修·帕里斯只是简单地指出“大约在这个时候，布列塔尼伯爵若弗鲁瓦长期被严密监禁的女儿埃莉诺去世了”，但没有进一步详细说明她的生活或情况。Florentii Wigorniensis Monachi Chronicon Ex Chronics记录道：“埃莉诺，布列塔尼伯爵若弗鲁瓦的女儿，阿蒂尔的姐姐，去世了。”
布里斯托尔的法警被要求为她的丧礼提供蜡烛和钱财。亨利三世命令让她的葬礼尽可能地有尊严。用于她的葬礼的木条、施舍和蜡烛总计20英镑7先令。
1246年、1250年，亨利三世分别安排一名牧师在马尔博罗城堡和布里斯托尔城堡一座小教堂每日做弥撒，纪念埃莉诺；1268年，他又把埃莉诺曾喜欢的威尔特郡的梅尔克沙姆庄园赠予埃姆斯伯里教堂，为她和阿蒂尔姐弟招魂，要求埃姆斯伯里教堂纪念历代国王、王后去世时一并纪念他们。这也使得她成为该教堂的赞助人。

## 描述
埃莉诺长期未成为散文或诗歌的女主角，直至1907年才有以她为主角的学术论文。
埃莉诺在一些历史小说中有出现，如玛丽·罗宾森的小说《安吉丽娜》（1796年）。在托马斯·科斯坦的小说《下席》（Below the Salt）中，作者安排埃莉诺脱逃并且和一个在爱尔兰有土地的骑士成了家；玛莎·坎汉的三部曲《穿过一片漆黑的薄雾》（Through a Dark Mist）《在午夜的阴影下》（In the Shadow of Midnight）《最后一支箭》（The Last Arrow）也讲述营救埃莉诺的故事。这两本小说中都称威廉·马歇尔也希望埃莉诺获释。在莎伦·凯·彭曼的小说《龙来了》（Here Be Dragons）和弗吉尼亚·安·沃克的小说Sirocco Wind from the East中，埃莉诺也有出现。而里克·登顿的历史小说《闪烁的天空》则以1215-1217年为背景并以埃莉诺为主角。
埃莉诺的人生故事也在J. P. 里德曼的《被俘的公主》中以第一人称讲述。
维多利亚时期英格兰小说家、诗人梅内拉·布特·梅德利在她的诗作《布列塔尼的埃莉诺的哀歌》中想象了埃莉诺在乏味的囚禁中老去时忧伤的心绪。